# 全関西ケーブルテレビジョン
株式会社全関西ケーブルテレビジョン（ぜんかんさいケーブルテレビジョン）は、朝日新聞大阪本社が出資して運営する業務用ケーブルテレビの配信、ならびに業務用・一般家庭用ケーブルテレビ向けの番組制作・配給を行う会社である。2008年に、難視聴地域向けのCATV事業を開始した。略称ACTV。

## 概要
- 1973年3月1日に朝日新聞大阪本社、日本ケーブルテレビジョン（JCTV）、朝日放送など19社の出資により設立し、同年10月1日から放送を開始した。
- 京阪神など近畿地方のホテル向けのケーブルテレビ事業「かんさい情報チャンネル（KICS）」により、近畿圏の観光情報、気象・交通情報などを日本語、英語、中国語、韓国語を使って提供していたが、サービスは既に終了しており、現在は、CNNjの配信、その他各地ケーブルテレビ向けの番組の制作・配給を展開している。

## 難視聴地域向けのCATV事業

### ACTV紀の川局
- 和歌山県紀の川市の光ファイバーによるケーブルテレビ施設。2008年4月に開局した。地上波放送と衛星放送（BS）の再放送を実施している。2016年5月31日までは自社制作による自主放送（コミュニティチャンネル）も実施していた。サービスエリアは紀の川市の難視聴地域である。また、ケーブルテレビ施設によるインターネット接続サービスはNTT西日本により実施されている。

### ACTV白浜局
- 和歌山県白浜町日置川地区・椿地区をサービスエリアとする。2009年4月開局。

### ACTV京丹後局
- 京都府京丹後市の地域情報化計画[1][2]により、光ファイバーによるケーブルテレビ施設が設置され、当社がサービス実施者として2009年12月に開局した。インターネット接続サービスはNTT西日本により実施される[3]。地上波放送・BS放送・自主放送・ラジオ放送のサービスが実施され、2010年4月開始の多チャンネルサービスは与謝野町有線テレビにも配信する構想があった[4][5]が実現しなかった[6]。
- 2011年4月1日から、サンテレビのデジタル放送の区域外再放送を開始（アナログ放送は開局当初から実施）[7]。
- 2014年5月3日から、自主放送（コミュニティチャンネル）をハイビジョン化。
- 京丹後市ケーブルテレビ（きょうたんごしケーブルテレビ）と呼ばれることがある[8]。
- 自主放送（コミュニティチャンネル）ではデータ放送で行政情報などを配信していたが、2018年5月18日をもって一旦終了した。これについて京丹後市長は市議会（2019年12月定例会）で「データ放送の再開は考えていない。災害情報などはNHKなどのデータ放送が行っている。（自主放送での）災害情報は文字による情報でカバーできると考える」と説明している[9]。その後、2021年4月1日よりデータ放送を再開。行政情報やコロナ関連情報などを配信している。

### ACTVすさみ局
- 和歌山県すさみ町全域をサービスエリアとする。2010年4月開局。[10]
- 2017年2月20日から、自主放送（コミュニティチャンネル）をハイビジョン化。

### ACTV有田川局
- 和歌山県有田川町の岩倉地区・城山地区・押手地区・清水地区をサービスエリアとする。2010年4月開局。

### ACTV八頭局
- 鳥取県八頭町の全域をサービスエリアとする[11]。2011年4月開局。
- 八頭町の実施する地域情報通信基盤整備事業により整備された光ケーブル（FTTH方式）によるケーブルテレビ施設により、サービスを実施している。またケーブルテレビ施設によるインターネット接続サービスはNTT西日本により実施されている[12]。
- 開局時点で完全移行目前であったこともありテレビ放送は、開局当初からデジタル放送のみ提供されている。
- 八頭町役場ではACTV八頭放送局（エーシーティーヴィやずほうそうきょく）と呼んでいる[13]。
- 朝日新聞系のケーブルテレビ局でありながらANN系列局を含めた区域外再放送については当初は行ってこなかったが、2013年7月1日からKSB瀬戸内海放送の区域外再放送を開始した[14][15]。
- 鳥取県内の大半のケーブルテレビ局で再放送されているサンテレビ・TSCテレビせとうちは八頭町内で受信ができないことを理由に同意が得られていない[16]。
- 自主放送のデータ放送は2021年12月14日をもって終了した。代替として、同月中旬からL字型画面を開始。災害など非常時にL字型画面表示で情報を伝える。

### チャンネルの一覧

#### 地上デジタル
- 地上デジタルテレビジョン放送およびBSデジタル放送のチャンネルは、リモコンキーIDに同じ。詳しくはリモコンキーIDの項目を参照。
- なおテレビ東京系（ここではテレビ大阪、テレビせとうちが該当）については技術的・地理的な問題や和歌山県（白浜局・紀の川局・すさみ局・有田川局）ではテレビ大阪の再放送同意が得られていないなど諸事情により、再放送されていない。

##### 地上波系列別再放送局
|                                   | NHK-G     | NHK-E   | NNN/NNS      | ANN            | JNN            | TXN                | FNN/FNS    | JAITS              |
| --------------------------------- | --------- | ------- | ------------ | -------------- | -------------- | ------------------ | ---------- | ------------------ |
| 京丹後局                          | NHK京都   | NHK大阪 | 読売テレビ   | 朝日放送テレビ | 毎日放送       |                    | 関西テレビ | KBS京都 サンテレビ |
| 白浜局 紀の川局 すさみ局 有田川局 | NHK和歌山 | NHK大阪 | 読売テレビ   | 朝日放送テレビ | 毎日放送       | テレビ和歌山       | 関西テレビ |                    |
| 八頭局                            | NHK鳥取   | NHK鳥取 | 日本海テレビ | 瀬戸内海放送   | 山陰放送テレビ | さんいん中央テレビ |            |                    |

##### チャンネル別
| ID | 京丹後局                            | 白浜局          | 紀の川局        | すさみ局                            | 有田川局        | 八頭局                      |
| -- | ----------------------------------- | --------------- | --------------- | ----------------------------------- | --------------- | --------------------------- |
| 1  | NHK総合・京都                       | NHK総合・和歌山 | NHK総合・和歌山 | NHK総合・和歌山                     | NHK総合・和歌山 | 日本海テレビ                |
| 2  | NHK Eテレ・大阪                     | NHK Eテレ・大阪 | NHK Eテレ・大阪 | NHK Eテレ・大阪                     | NHK Eテレ・大阪 | NHK Eテレ・鳥取             |
| 3  | サンテレビ                          |                 |                 |                                     |                 | NHK総合・鳥取               |
| 4  | 毎日放送                            | 毎日放送        | 毎日放送        | 毎日放送                            | 毎日放送        |                             |
| 5  | KBS京都                             | テレビ和歌山    | テレビ和歌山    | テレビ和歌山                        | テレビ和歌山    | KSB瀬戸内海放送             |
| 6  | 朝日放送テレビ                      | 朝日放送テレビ  | 朝日放送テレビ  | 朝日放送テレビ                      | 朝日放送テレビ  | BSSテレビ                   |
| 8  | 関西テレビ                          | 関西テレビ      | 関西テレビ      | 関西テレビ                          | 関西テレビ      | さんいん中央テレビ          |
| 10 | 読売テレビ                          | 読売テレビ      | 読売テレビ      | 読売テレビ                          | 読売テレビ      |                             |
| 11 | コミュニティチャンネル （自主放送） |                 |                 | コミュニティチャンネル （自主放送） |                 | やずチャンネル （自主放送） |

#### BSデジタル
| ID | チャンネル | チャンネル名           | 備考                                             |          |
| -- | ---------- | ---------------------- | ------------------------------------------------ | -------- |
| 1  | BS101-102  | NHK BS                 | ★別途NHKへの衛星契約が必要                       |          |
| 4  | BS141-143  | BS日テレ               | 無料放送                                         |          |
| 5  | BS151-153  | BS朝日                 | 無料放送                                         |          |
| 6  | BS161-163  | BS-TBS                 | 無料放送                                         |          |
| 7  | BS171-173  | BSテレ東               | 無料放送                                         |          |
| 8  | BS181-183  | BSフジ                 | 無料放送                                         |          |
| 9  | BS191      | WOWOW プライム         | ★別途WOWOWへの契約が必要                         |          |
| 9  | BS192      | WOWOW ライブ           | ★別途WOWOWへの契約が必要                         |          |
| 9  | BS193      | WOWOW シネマ           | ★別途WOWOWへの契約が必要                         |          |
| 10 | BS200      | BS10                   | 200chは無料放送。                                |          |
| 10 | BS201      | BS10スターチャンネル   | ★201chは別途BS10スターチャンネルへの契約が必要。 |          |
| 11 | BS211      | BS11イレブン           | 無料放送                                         |          |
| 12 | BS222      | BS12トゥエルビ         | 無料放送                                         |          |
|    | BS231      | 放送大学テレビ         | 無料放送                                         |          |
|    | BS234      | グリーンチャンネル     | ★別途スカパー!への契約が必要                     |          |
|    | BS236      | BSアニマックス         | ★別途スカパー!への契約が必要                     |          |
|    | BS242      | J SPORTS 1             | ★別途スカパー!への契約が必要                     |          |
|    | BS243      | J SPORTS 2             | ★別途スカパー!への契約が必要                     |          |
|    | BS244      | J SPORTS 3             | ★別途スカパー!への契約が必要                     |          |
|    | BS245      | J SPORTS 4             | ★別途スカパー!への契約が必要                     |          |
|    | BS251      | BS釣りビジョン         | ★別途スカパー!への契約が必要                     |          |
|    | BS252      | WOWOWプラス            | ★別途スカパー!への契約が必要                     |          |
|    | BS255      | 日本映画専門チャンネル | ★別途スカパー!への契約が必要                     |          |
|    | BS256      | ディズニー・チャンネル | ★別途スカパー!への契約が必要                     |          |
|    | BS260      | J:COM BS               | ★別途スカパー!への契約が必要                     | 無料放送 |
|    | BS265      | BSよしもと             |                                                  | 無料放送 |
|    | BS531      | 放送大学ラジオ         | ラジオ放送 無料放送                              | 無料放送 |

- BSデジタル放送は、ACTV白浜局のみ送信されていない。
- 地上デジタル放送自体を送信しているため、BSデジタルによる地デジ難視対策放送（2015年3月終了。物理チャンネルBS-17ch、BS291-298、BS890）は対象外とされ、送信されていない（番組表は別のチャンネルにて送信されているため見ることは可能。）。

#### 110度CSデジタル
- 東経110度CS放送「スカパー!」（旧スカパー!e2）は、ACTV京丹後局・ACTV八頭局のみ供給（スカパー! チャンネル一覧の項目を参照）。

#### ラジオ
- ラジオについては、ACTV京丹後局・ACTV白浜局・ACTVすさみ局・ACTV八頭局が再送信を行っている。AMについてはFMに変換して再送信している。
- 民放ラジオは県域局とコミュニティ局のみの再送信である。朝日新聞系の朝日放送ラジオを含めた在阪局の再送信は行っていない。
- ACTV京丹後局について京都府域局に加え、兵庫県を放送対象地域とするKiss FM KOBEも再送信している。同じく兵庫県域局であるラジオ関西の再送信は行っていない。